# Nicola Minichiello
Nicola Minichiello (nacida como Nicola Gautier, Sheffield, 21 de marzo de 1978) es una deportista británica que compitió en bobsleigh en la modalidad doble.
Ganó dos medallas en el Campeonato Mundial de Bobsleigh, oro en 2009 y plata en 2005, y una medalla de bronce en el Campeonato Europeo de Bobsleigh de 2009.

## Palmarés internacional
| Campeonato Mundial | Campeonato Mundial           | Campeonato Mundial | Campeonato Mundial |
| Año                | Lugar                        | Medalla            | Prueba             |
| ------------------ | ---------------------------- | ------------------ | ------------------ |
| 2005               | Calgary (Canadá)             | Medalla de plata   | Doble              |
| 2009               | Lake Placid (Estados Unidos) | Medalla de oro     | Doble              |
| Campeonato Europeo |                              |                    |                    |
| Año                | Lugar                        | Medalla            | Prueba             |
| 2009               | Sankt Moritz (Suiza)         | Medalla de bronce  | Doble              |